# Theodor-Heuss-Akademie
Die Theodor-Heuss-Akademie in Gummersbach ist eine seit 1967 bestehende Bildungsstätte der Friedrich-Naumann-Stiftung für die Freiheit. Ende 2025 wird die Akademie geschlossen. 

## Geschichte

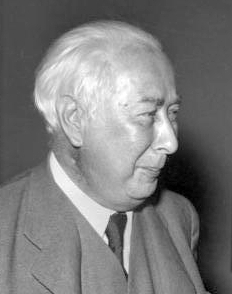
Bundespräsident Theodor Heuss, Namensgeber der Akademie

Die Akademie wurde nach der Grundsteinlegung am 8. Juli 1965 und knapp zweijähriger Bauzeit am 26. Mai 1967 in Anwesenheit von Bundespräsident Heinrich Lübke und Nordrhein-Westfalens Ministerpräsident Heinz Kühn eingeweiht. Namensgeber der Einrichtung war Theodor Heuss, erster Bundespräsident der Bundesrepublik Deutschland, dessen bevorstehender 80. Geburtstag 1964 Gegenstand einer Kuratoriumssitzung im Jahre 1962 war und zum Anlass genommen wurde, über die Errichtung einer stiftungseigenen Bildungsstätte nachzudenken. Weil unter anderem der in Gummersbach ansässige damalige Wirtschaftsminister Nordrhein-Westfalens und Unternehmensberater, Gerhard Kienbaum, die Umsetzung des Projekts in seinem Heimatort anregte und unterstützte, entschied man sich für die Errichtung der Akademie an heutiger Stelle. Die Stadt Gummersbach stellte das Grundstück kostenfrei zur Verfügung, die Errichtung der Akademie wurde hauptsächlich über Spenden finanziert. Das Gelände wird in Stiftungskreisen als „Zauberberg“ bezeichnet.
Der Neubau wurde durch den Architekten Hans Brandt entworfen.
Im Juli 2025 gab die Stiftung die Schließung der Akademie zum Jahresende bekannt.

## Tagungsstätte

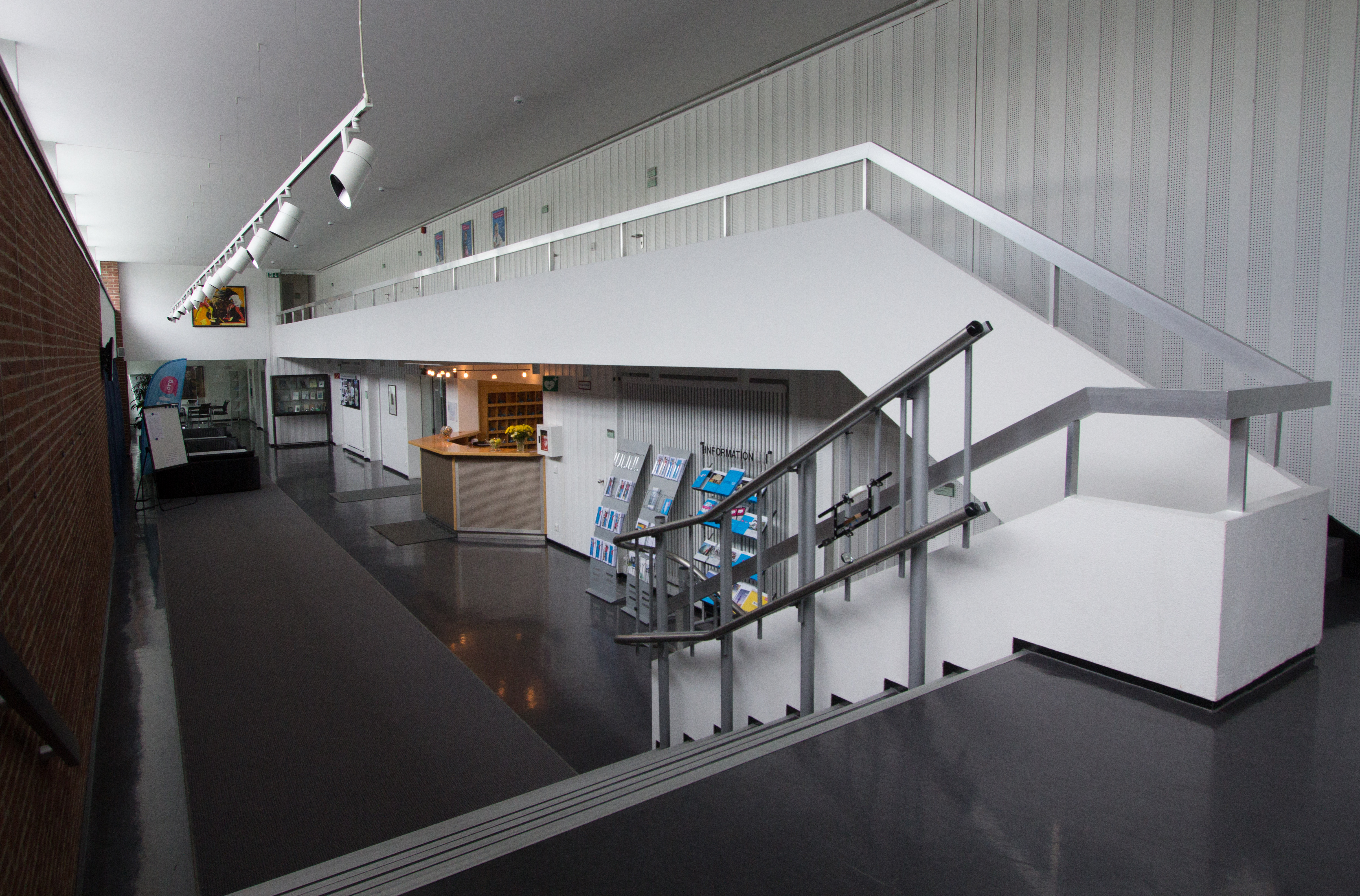
Innenansicht Eingangsbereich

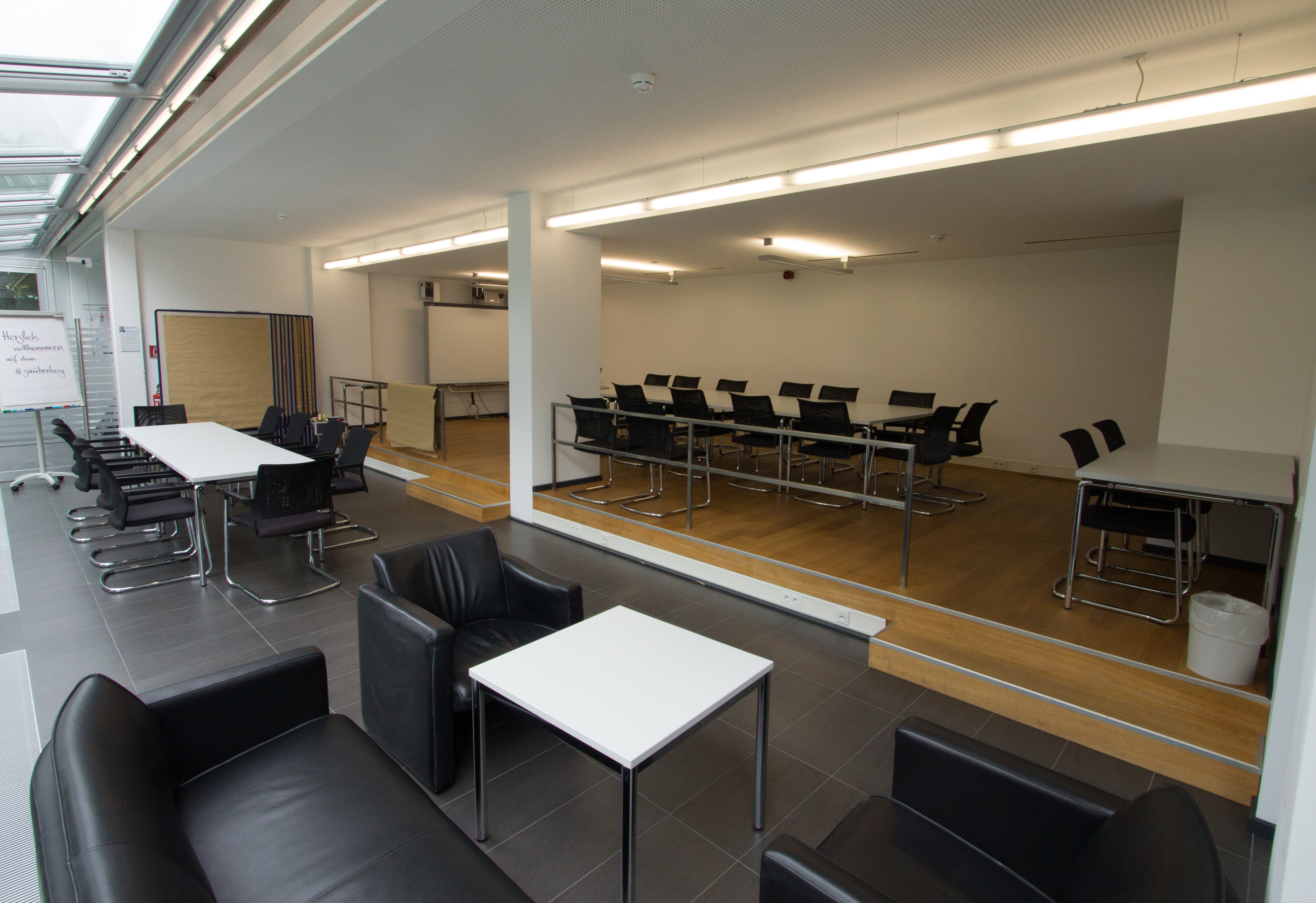
Multifunktionsraum „Immanuel Kant“

Die Theodor-Heuss-Akademie beschäftigt zurzeit rund vierzig Mitarbeiter. Neben drei Seminarräumen und fünf Gruppenarbeitsräumen, die nach liberalen Persönlichkeiten benannt sind, sowie einer Panoramahalle für bis zu 120 Personen besitzt die Akademie 49 Gästezimmer mit insgesamt 75 Betten.
In der Theodor-Heuss-Akademie finden jährlich etwa 140 interne und externe, meist mehrtägige Seminare statt, die von insgesamt rund 5.000 Teilnehmern besucht werden.
Auf dem Gelände der Akademie befinden sich weitere Abteilungen der Friedrich-Naumann-Stiftung für die Freiheit: seit 1984 das Archiv des Liberalismus, seit 1995 die Internationale Akademie für Führungskräfte und seit 2009 das Landesbüro Nordrhein-Westfalen.

## Bildungsprogramm
Die Theodor-Heuss-Akademie bietet mit den Arbeitsfeldern „Liberale Positionen und Kooperationen“, „Politisches Management und politische Kultur“ sowie „Kommunikation, Management und Digitale Bildung“ dem Meinungs- und Willensbildungsprozess aller Bürger ein bundesweites Forum und fördert den Austausch zwischen Experten und Führungskräften aus Gesellschaft, Wirtschaft und Politik. Die Akademie veranstaltet Seminare zu den Grundlagen liberaler Politik und Werte, Workshops zu aktuellen politischen Themen, Fachtagungen zu speziellen Fragestellungen und Trainings für politisches Management. Die Trainings zielen darauf ab, mit rhetorischen Fertigkeiten, durch persönliches Auftreten und überzeugende Inhalte Menschen in Gesellschaft und Politik zum Handeln zu bewegen und Teilnehmer in die Lage zu versetzen, für liberale Werte einzutreten.
Hauptamtliche pädagogische Mitarbeiter entwickeln die Programme, organisieren die Seminare und erarbeiten mit den Referentinnen und Referenten die Inhalte. Unterstützt werden diese von Verwaltungsangestellten, die vor allem mit der Bearbeitung von Anmeldungen und der Rechnungstellung beschäftigt sind.

## Leitung
Erster Direktor der Bildungsstätte wurde 1967 Horst Dahlhaus, der dieses Amt bis zum September 1968 ausübte.
Seine Nachfolger waren
- Rolf Schroers 10/1968–12/1980
- Wolfgang Heinz 3/1981–7/1985
- Klaus Hansen 8/1985–3/1986
- Manfred Schleker 3/1986–5/1989
- Klaus Hansen 6/1989–6/1990
- Gerhard Söltenfuß 7/1990–4/1997
- Bernd Scheitterlein 5/1997–2000
- Karl-Heinz Hense 2001–12/2008
- Gerhard Söltenfuß 1/2009–10/2009
- Brigitte Bremer 11/2009–12/2012
- Klaus Füßmann 1/2013–03/2023[10]
- Lorenz Deutsch seit 04/2023[11]

## Kunst in der Akademie
Die Akademie ist, neben der einmal im Jahr stattfindenden Ausstellung „Kunst und Kleinkunst auf dem Zauberberg“, bei der Künstler aus der Region ihre Werke präsentieren, auch ein dauerhafter Kunststandort. Unter anderem haben Werke wie „Ode an die Freiheit“ (Acryl auf Leinwand) von Viktor Nikolajew, „Deutsche Landschaft“ (Mischtechnik) von Hans-Hermann T., „Der 9. November 1989“ (Öl auf Leinwand) von Frauke Barow, sowie „Ungarn 1991“ (Öl auf Leinwand) von Josef Baska und „Hommage auf den 200. Jahrestag der Französischen Revolution“ (Glasbild) von Richard Wilhelm einen festen Platz in der Einrichtung. Mehrere Porträts und Büsten von Theodor Heuss, unter anderem von Jürgen Kallmann, sind ebenfalls fester Bestandteil der Dauerausstellung. Vor dem Gebäude befindet sich eine Büste des ehemaligen Vorstandsvorsitzenden der Friedrich-Naumann-Stiftung Walter Erbe.